# Symposium der Bischofskonferenzen von Afrika und Madagaskar
Das Symposium der Bischofskonferenzen von Afrika und Madagaskar (englisch Symposium of Episcopal Conferences of Africa and Madagascar; französisch Symposium des conférences épiscopales d’Afrique et de Madagascar, kurz SCEAM) ist die kontinentale Vereinigung der Bischofskonferenzen Afrikas und deren Koordinierungsorgan der römisch-katholischen Bistümer.

## Geschichte
Die SECAM/SCEAM ging aus dem Secrétariat panafricain (französisch: Gesamtafrikanisches Sekretariat) hervor, das beim Zweiten Vatikanischen Konzil (1962–1965) als Koordinationsstelle für die afrikanischen Konzilsväter eingerichtet worden war. Es hatte eine französischsprachige und eine englischsprachige Abteilung. Offiziell wurde die SECAM/SCEAM 1968 in Kampala gegründet, als Papst Paul VI. als erster Papst Afrika besuchte. Der SECEAM gehören die nationalen Bischofskonferenzen, die zehn regionalen Bischofskonferenzen sowie die Versammlungen der katholischen Würdenträger des orientalischen Ritus in Afrika an. Der Sitz des Sekretariats befindet sich in Accra, Ghana.
Vorsitzender seit 2023 ist Fridolin Ambongo Kardinal Besungu OFMCap, Erzbischof von Kinshasa in der Demokratischen Republik Kongo; Generalsekretär ist Terwase Henry Akaabiam.

## Mitglieder der SECAM/SCEAM
| L’Assemblée de la Hiérarchie Catholique d’Egypte (A.H.C.E)                          | L’Assemblée de la Hiérarchie Catholique d’Egypte (A.H.C.E)                           | Ägypten                                          |
| Association des Conférences Episcopales de l'Afrique Centrale (ACEAC)               | Conférence des Evêques Catholiques du Burundi (CECAB)                                | Burundi                                          |
| Association des Conférences Episcopales de l'Afrique Centrale (ACEAC)               | Conférence Épiscopale Nationale du Congo (CENCO)                                     | Demokratische Republik Kongo                     |
| Association des Conférences Episcopales de l'Afrique Centrale (ACEAC)               | Conférence Episcopale du Rwanda (C.Ep.R.)                                            | Ruanda                                           |
| Association des Conférences Episcopales de la Région de l'Afrique Centrale (ACERAC) | Conférence Episcopale de Guinea Ecuatorial                                           | Äquatorialguinea                                 |
| Association des Conférences Episcopales de la Région de l'Afrique Centrale (ACERAC) | Conférence Episcopale du Gabon                                                       | Gabun                                            |
| Association des Conférences Episcopales de la Région de l'Afrique Centrale (ACERAC) | Conférence Episcopale Nationale du Cameroun (CENC)                                   | Kamerun                                          |
| Association des Conférences Episcopales de la Région de l'Afrique Centrale (ACERAC) | Conférence Episcopale du Congo                                                       | Republik Kongo                                   |
| Association des Conférences Episcopales de la Région de l'Afrique Centrale (ACERAC) | Conférence Episcopale du Tchad (TEC)                                                 | Tschad                                           |
| Association des Conférences Episcopales de la Région de l'Afrique Centrale (ACERAC) | Conférence Episcopale Centrafricaine (CECA)                                          | Zentralafrikanische Republik                     |
| Association of Member Episcopal Conferences in Eastern Africa (AMECEA)              | Interritual Episcopal Conference of Ethiopia                                         | Äthiopien                                        |
| Association of Member Episcopal Conferences in Eastern Africa (AMECEA)              | Council of the Eritrean Church (Eritreisch-Katholische Kirche)                       | Eritrea                                          |
| Association of Member Episcopal Conferences in Eastern Africa (AMECEA)              | Kenya Episcopal Conference (KEC)                                                     | Kenia                                            |
| Association of Member Episcopal Conferences in Eastern Africa (AMECEA)              | Episcopal Conference of Malawi (ECM)                                                 | Malawi                                           |
| Association of Member Episcopal Conferences in Eastern Africa (AMECEA)              | Zambia Conference of Catholic Bishops (ZCCB)                                         | Sambia                                           |
| Association of Member Episcopal Conferences in Eastern Africa (AMECEA)              | Catholic Conference of Bishops of Sudan and South Sudan (C.C.B.S.S.S.)               | Sudan, Südsudan                                  |
| Association of Member Episcopal Conferences in Eastern Africa (AMECEA)              | Tanzania Episcopal Conference (TEC)                                                  | Tansania                                         |
| Association of Member Episcopal Conferences in Eastern Africa (AMECEA)              | Uganda Episcopal Conference (UEC)                                                    | Uganda                                           |
| Association of Member Episcopal Conferences in Eastern Africa (AMECEA)              | Bistum Dschibuti (Assoziierte Mitglieder)                                            | Dschibuti                                        |
| Association of Member Episcopal Conferences in Eastern Africa (AMECEA)              | Bistum Mogadischu (Assoziierte Mitglieder)                                           | Somalia                                          |
| Conférence Episcopale de l'Océan Indien (CEDOI)                                     | Conférence Episcopale de l'Océan Indien (CEDOI)                                      | Komoren, Mauritius, Mayotte, Réunion, Seychellen |
| Conférence Episcopale de Madagascar (CEM)                                           | Conférence Episcopale de Madagascar (CEM)                                            | Madagaskar                                       |
| Conférence Episcopale Régionale du Nord de l'Afrique (CERNA)                        | Conférence Episcopale Régionale du Nord de l'Afrique (CERNA)                         | Algerien, Libyen, Marokko, Tunesien, Westsahara  |
| Inter-Regional Meeting of Bishops of Southern Africa (IMBISA)                       | Conferência Episcopal de Angola e São Tomé (CEAST)                                   | Angola, São Tomé und Príncipe                    |
| Inter-Regional Meeting of Bishops of Southern Africa (IMBISA)                       | Lesotho Catholic Bishops Conference (LCBC)                                           | Lesotho                                          |
| Inter-Regional Meeting of Bishops of Southern Africa (IMBISA)                       | Conferência Episcopal de Moçambique (CEM)                                            | Mosambik                                         |
| Inter-Regional Meeting of Bishops of Southern Africa (IMBISA)                       | Namibian Catholic Bishop's Conference (NCBC)                                         | Namibia                                          |
| Inter-Regional Meeting of Bishops of Southern Africa (IMBISA)                       | Zimbabwe Catholic Bishops’ Conference (ZCBC)                                         | Simbabwe                                         |
| Inter-Regional Meeting of Bishops of Southern Africa (IMBISA)                       | Southern African Catholic Bishops’ Conference (SACBC)                                | Südafrika, Botswana, Eswatini                    |
| Regional Episcopal Conference of West Africa (R.E.C.O.W.A.)                         | Conference Episcopale du Benin                                                       | Benin                                            |
| Regional Episcopal Conference of West Africa (R.E.C.O.W.A.)                         | Conférence des Evêques de Burkina Faso et du Niger                                   | Burkina Faso, Niger                              |
| Regional Episcopal Conference of West Africa (R.E.C.O.W.A.)                         | Conférence Episcopale de la Côte d’Ivoire                                            | Elfenbeinküste                                   |
| Regional Episcopal Conference of West Africa (R.E.C.O.W.A.)                         | Catholic Bishops’ Conference of The Gambia and Sierra Leone (ITCABIC)                | Gambia, Sierra Leone                             |
| Regional Episcopal Conference of West Africa (R.E.C.O.W.A.)                         | Ghana Catholic Bishops Conference (GCBC)                                             | Ghana                                            |
| Regional Episcopal Conference of West Africa (R.E.C.O.W.A.)                         | Conférence Episcopale de la Guinée                                                   | Guinea                                           |
| Regional Episcopal Conference of West Africa (R.E.C.O.W.A.)                         | Catholic Bishops Conference og Liberia (CABICOL)                                     | Liberia                                          |
| Regional Episcopal Conference of West Africa (R.E.C.O.W.A.)                         | Conférence Episcopale du Mali                                                        | Mali                                             |
| Regional Episcopal Conference of West Africa (R.E.C.O.W.A.)                         | Catholic Bishops Conference of Nigeria (CBCN)                                        | Nigeria                                          |
| Regional Episcopal Conference of West Africa (R.E.C.O.W.A.)                         | Conférence des Evêques du Sénégal, de la Mauritanie, du Cap-Vert et de Guinée-Bissau | Senegal, Mauretanien, Kap Verde, Guinea-Bissau   |
| Regional Episcopal Conference of West Africa (R.E.C.O.W.A.)                         | Conférence Episcopale du Togo (TEC)                                                  | Togo                                             |

## Vorsitzende des Symposium der Bischofskonferenzen von Afrika und Madagaskar
- Paul Kardinal Zoungrana, M. Afr., Erzbischof von Ouagadougou (1970–1979)
- Hyacinthe Kardinal Thiandoum, Erzbischof von Dakar (1979–1981)
- Paul Kardinal Zoungrana, M. Afr., Erzbischof von Ouagadougou (1981–1984)
- Joseph Albert Kardinal Malula, Erzbischof von Kinshasa (1984–1987)
- Gabriel Gonsum Ganaka, Bischof von Jos (1987–1990)
- Christian Wiyghan Kardinal Tumi, Erzbischof von Douala (1990–1994)
- Gabriel Gonsum Ganaka, Erzbischof von Jos (1994–1997)
- Laurent Monsengwo Pasinya, Erzbischof von Kisangani (1997–2003)
- John Olorunfemi Onaiyekan, Erzbischof von Abuja (2003–2007)
- Polycarp Kardinal Pengo, Erzbischof von Dar-es-Salaam (2007–2013)
- Gabriel Mbilingi CSSp, Erzbischof von Lubango (2013–2019)
- Philippe Kardinal Ouédraogo, Erzbischof von Ouagadougou (seit 2019)